# Cserna Gábor
Cserna Gábor Ferenc (Budapest, 1969. október 27. –) magyar orosz-történelem szakos tanár, politikus, 2002 és 2006, illetve 2011 és 2014 között országgyűlési képviselő (Fidesz), 2010-től 2019-ig Dunaújváros polgármestere.

## Élete
1988-ban érettségizett Dunaújvárosban, majd 1993-ban az egri Eszterházy Károly Tanárképző Főiskolán orosz-történelem szakos általános iskolai tanári diplomát szerzett. 1995-ben a Budapesti Műszaki Egyetemen levelező tagozaton szerzett közoktatási vezetői képzettséget. 1990 és 1994 között Besnyőn dolgozott általános iskolai tanárként, 1994-től 1999-ig a dunaújvárosi Kereskedelmi és Vendéglátóipari Középiskola tanára, majd 2001-ig a dunaújvárosi Hild József Szakközépiskola nevelési igazgatóhelyettese volt.
1988-ban a Fidesz dunaújvárosi szervezetének alapító tagja lett, majd 1990-ben önkormányzati képviselővé választották Dunaújvárosban. 1994-ben pártja városi szervezetének elnöke és Fejér megyei elnökségének tagja lett. Az 1998-as és a 2002-es önkormányzati választáson ismét önkormányzati képviselővé választották, 1998 és 2002 között az oktatási bizottság elnöke volt.
A 2002-es országgyűlési választáson a Fidesz-MDF közös Fejér megyei listáról szerzett mandátumot, az Országgyűlésben a Kulturális és sajtó bizottság, valamint a Társadalmi szervezetek bizottságának volt tagja. A 2006-os országgyűlési választáson nem jutott a parlamentbe, de az őszi önkormányzati választást követően Dunaújváros humán alpolgármestere lett, majd a 2010-es önkormányzati választáson a város polgármesterévé választották. 2011 márciusában ismét országgyűlési képviselő lett, a nagyköveti kinevezése miatt lemondott Mikola István helyét vette át. A 2014-es országgyűlési választáson nem szerzett mandátumot.
A 2014-es önkormányzati választáson újraválasztották Dunaújváros polgármesterévé, majd a 2019-es önkormányzati választáson a Fidesz polgármester-jelöltjeként vereséget szenvedett a jobbikos Pintér Tamástól. Jelenleg önkormányzati képviselő.